# Phillip MacDonald
Phillip MacDonald es una surfista profesional nacido el 4 de marzo de 1979 en Canberra, Australia. Es conocido como Macca en el mundo del surf.

## Carrera profesional
Phil comenzó a surfear con 5 años, siempre compitiendo contra su hermano Anthony. Con 14 años Ocean and Earth, compañía de ropa y material de surf, lo ficha y en 2002 asciende de las WQS al WCT absoluto.
A pesar de no haber logrado aún ninguna victoria en ninguna prueba del ASP World Tour, Macca ha logrado varios segundos puestos. En 2003 finalizó segundo en el Quiksilver Pro de Francia, sólo superado por el campeón del mundo de ese año, Andy Irons. En 2004, volvió a firmar dos segundos puestos, en Francia y en Mundaka.